# دانشگاه بولزانو

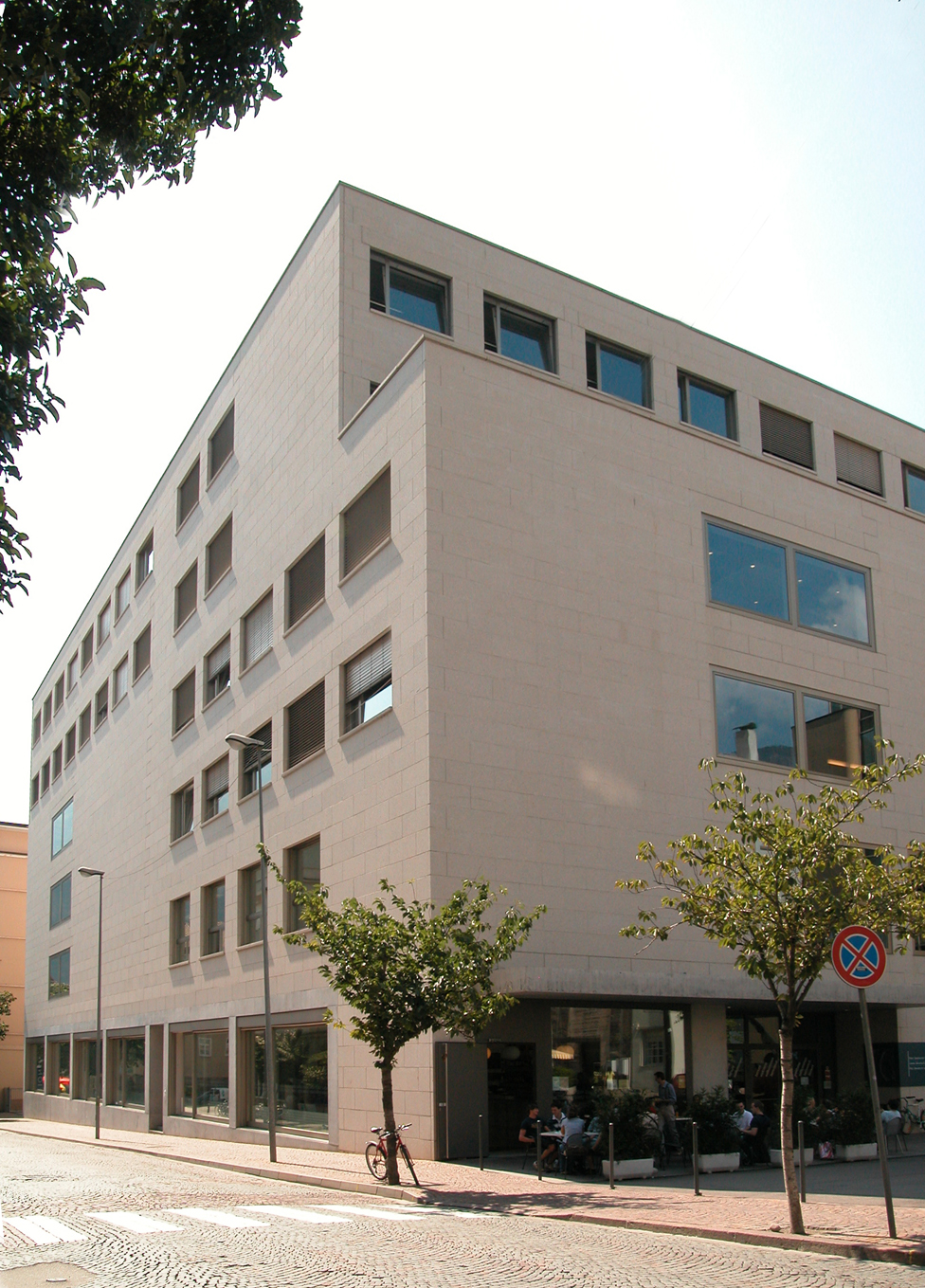
ساختمان مرکزی دانشگاه بولزانو

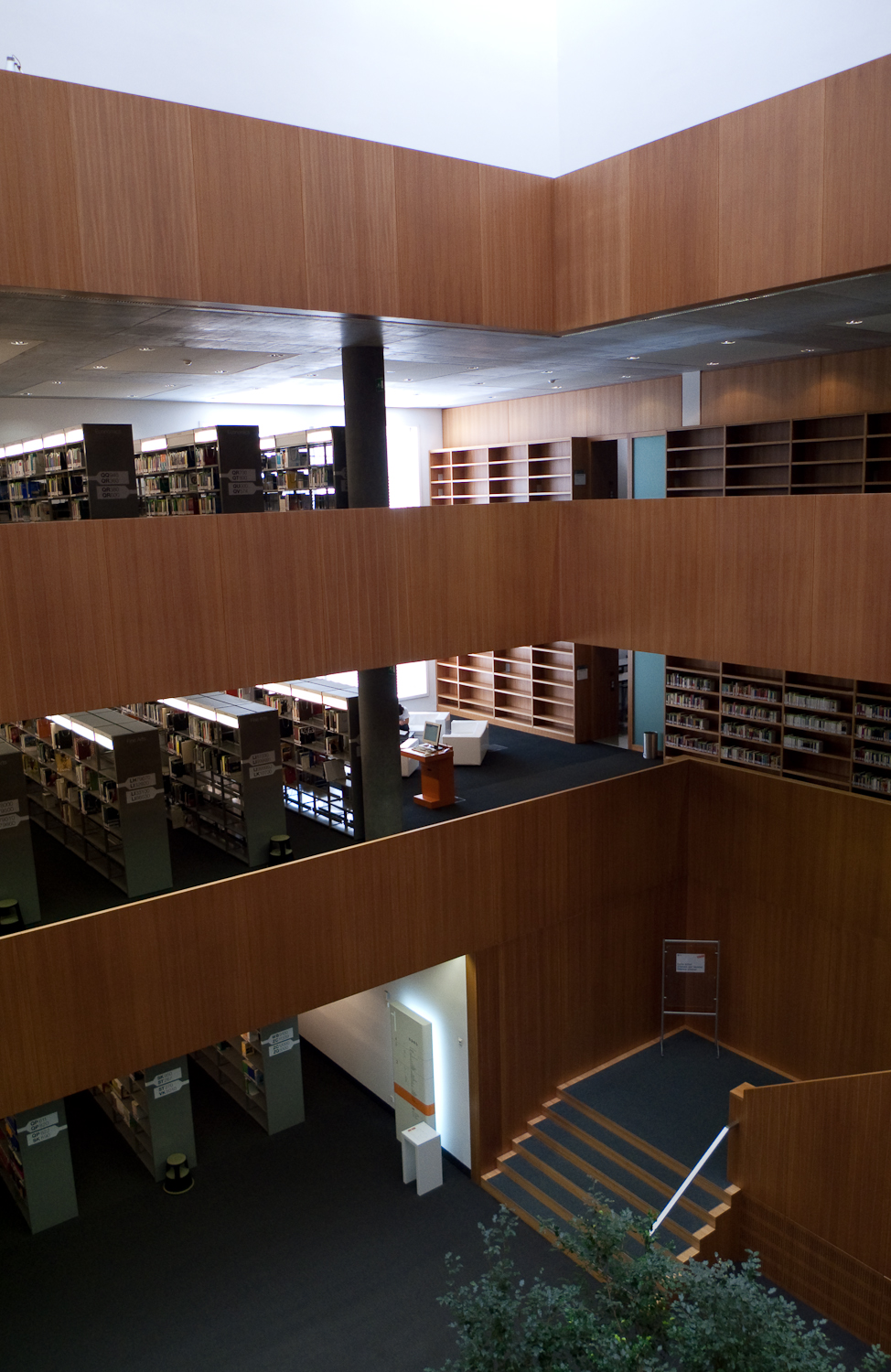
کتابخانه دانشگاه بولزانو

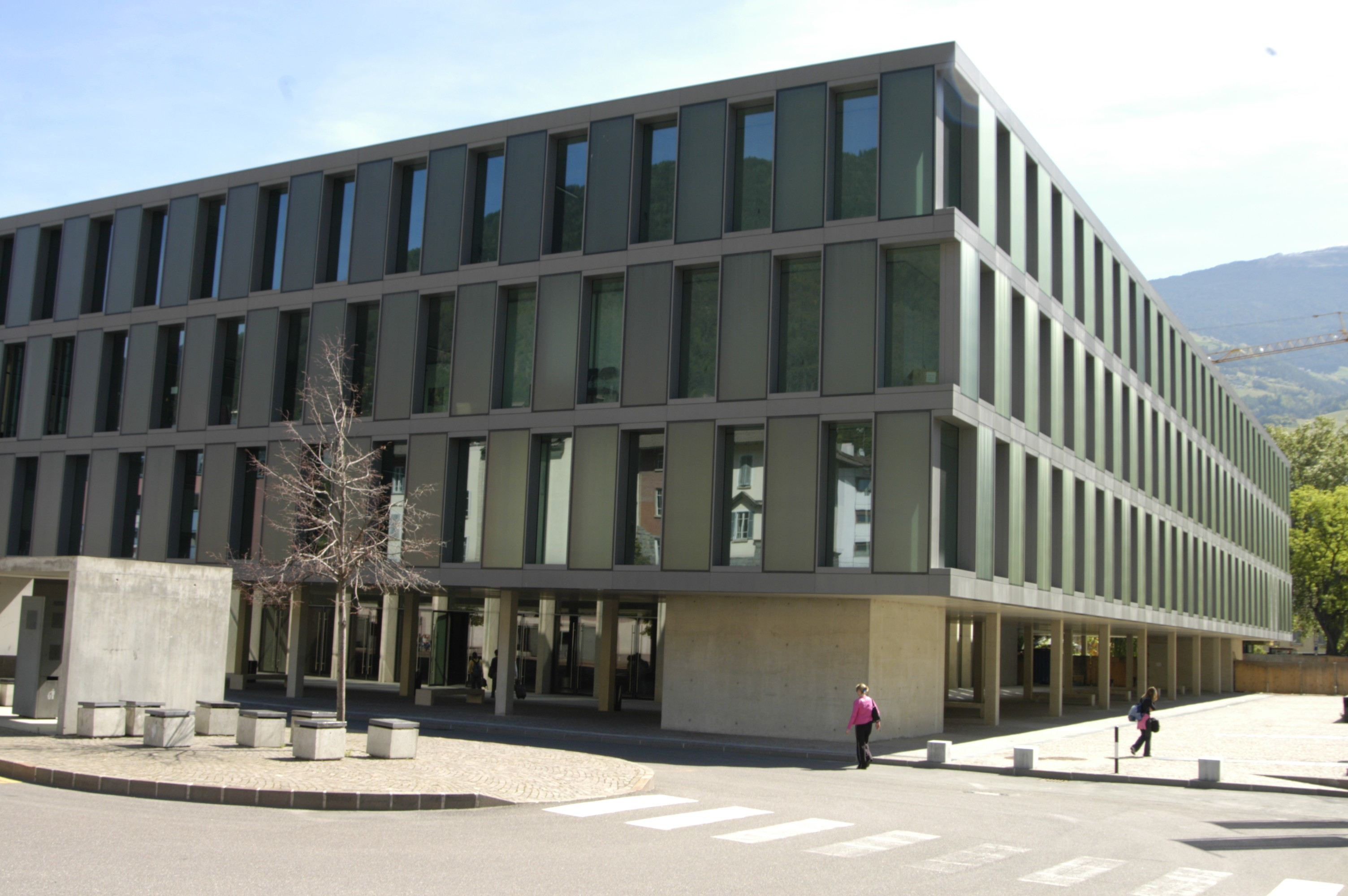
شعبه دانشگاه در شهر بریکسن

دانشگاه بولزانو یا "دانشگاه مستقل بولزانو" (به ایتالیایی: Libera Università di Bolzano)(به آلمانی: Freie Universität Bozen) (به انگلیسی: Free University of Bozen-Bolzano)  در شهر  بولزانو واقع شده‌است که یک دانشگاه سه زبانه ( انگلیسی، ایتالیایی، و آلمانی) و شامل سه شعبه، پنج دانشکده، در مقاطع لیسانس (۱۰ رشته) فوق لیسانس (۱۳ رشته) و دکترا (۵ رشته)  میباشد. طبق رتبه بندی دانشگاه‌های جهان (رنکینگ جهانی تایمز )، رتبه این دانشگاه در ایتالیا ۶ ، در اروپا ۱۲۶   و در جهان ۲۵۱-۳۰۰ میباشد .  این دانشگاه در گزارش رسمی ارزیابی ملی دانشگاه‌های ایتالیا  در میان دانشگاه‌های با تعداد دانشجوی ۱۰۰۰۰ تا ۲۰۰۰۰  ، رتبه دوم را کسب کرد . علاوه بر منابع کشور ایتالیا، این دانشگاه در رنکینگ دانشگاه‌های آلمانی زبان هم به‌طور متناوب رتبه بالایی کسب نموده است . طبق آمار رسمی، بیش از ۸۱٪ فارغ التحصیلان دانشگاه در کمتر یک سال موفق به یافتن شغل شده‌اند که رقم بالاتری نسبت به میانگین دانشگاه‌های ایتالیا (۵۱.۸٪) به حساب می آید .

## شعبات
این دانشگاه شامل سه شعبه در سه شهر همجوار بولتسانو ،بریکسن و برونک میباشد. معماری ساختمان اصلی دانشگاه در بولزانو را جمعی از معماران از جمله ماتیاس بیشوف و روبرتو آزولا از سوییس  معماری ساختمان‌های شعب دیگر را رجینا کولمیر و ینس آبرست از اشتوتگارت انجام داده‌اند  که قبلتر برنده جوایز معماری شده بودند .

## تحقیقات و پژوهش
یکی از اهداف اصلی تأسیس و گسترش دانشگاه ارتباط مستمر با صنعت و انجام تحقیقات و پژوهش‌های مشترک بوده و بر اساس آمارها، از بدو تأسیس دانشگاه، صدها پروژه تحقیقاتی با موفقیت در دانشگاه به اتمام رسیده است . 
این دانشگاه به عنوان یکی از بهترین دانشگاه‌های ایتالیا از لحاظ کیفیت پژوهش معرفی شده‌است . دانشکده کامپیوتر دانشگاه فعالیت‌های پژوهشی - تحقیقاتی فراوانی را دنبال می‌کند که نتایج مثبت آن از جمله تعداد بالای ارجاعات علمی (به ازای مقاله) میباشد     که در منابع معتبر انتشار یافته‌است . این دانشکده دارای سه گروه اصلی تحقیقاتی به نام‌های مرکز مهندسی سیستم های اطلاعات و پایگاه داده (IDSE)، مرکز تحقیقاتی اطلاعات و داده (KRDB)، و مرکز تحقیقاتی نرم‌افزار (SERG) میباشد که بر روی موضوعاتی همچون هوش مصنوعی، یادگیری ماشینی، پایگاه داده، سامانه توصیه گر، پردازش زبان‌های طبیعی،  علم داده‌ها،  داده‌کاوی، رابط کاربری، و نرم‌افزار متمرکز هستند.

## کتابخانه دانشگاه
بر اساس رتبه بندی شبکه کتابخانه‌های آلمانی در سال ۲۰۱۴ (پروژه بی آی ایکس) کتابخانه دانشگاه بولزانو, رتبه اول بهترین کتابخانه‌های دانشگاه‌های آلمانی (شامل دانشگاه‌های آلمان، سوییس، اتریش) را کسب کرد .

## دانشکده اقتصاد
دانشکده اقتصاد و مدیریت دانشگاه در شهرهای بولزانو و برونیکو واقع شده‌است. این دانشکده دروس دانشگاهی برای سه رشته لیسانس و دو رشته فوق لیسانس را اراییه می نماید:
- Bachelor in Economics and Management
- Bachelor in Economics and Social Sciences PPE (Philosophy, Politics and Economics)
- Bachelor in Tourism, Sport and Event Management
- Master in Entrepreneurship and Innovation
- Master in Economics and Management of the Public Sector

## دانشکده کامپیوتر
دانشکده کامپیوتر دانشگاه در شهر بولزانو واقع شده‌است و رشته‌های ذیل را ارایه می نماید:
- Bachelor in Computer Science and Engineering
- Master in Computer Science
- European Master in Computational Logic
- European Master on Software Engineering
- PhD in Computer Science

## فوق لیسانس مشترک اروپایی
دانشکده کامپیوتر دانشگاه علاوه بر رشته‌های ذکر شده، رشته‌های فوق لیسانس اروپایی ارایه می نماید که تحت برنامه اراسموس موندوس پیگیری میشود:
- European Master Program in Computational Logic
- European Master on Software Engineering

## دانشکده هنر و طراحی
دانشکده هنر و طراحی رشته‌های زیر را ارایه می نماید:
- Bachelor in Design and Art - Major in Design
- Bachelor in Design and Art - Major in Art
- Master in Design (from 2015)

## دانشکده علوم
دانشکده علوم دانشگاه رشته‌های زیر را ارایه می نماید:
- Bachelor in Agricultural and Agro-Environmental Sciences
- Bachelor in Industrial and Mechanical Engineering
- Master in Energy Engineering
- Master in Environmental Management of Mountain Areas
- Master in International Horticulture Science
- PhD in Mountain Environment and Agriculture
- PhD in Sustainable Energy and Technologies

## دانشکده آموزش
دانشکده آموزش دانشگاه در شهر برسانونه (بریکسن) واقع شده و رشته‌های ذیل را ارایه مینماید:
- Bachelor in Social Work
- Bachelor for Social Education
- Bachelor in Communication Sciences and Culture
- Master in Primary Education (۵ ساله).
- Master in Innovation and Research for Social Work and Social Education (IRIS)
- PhD in General Pedagogy, Social Pedagogy and General Education